# Galeazzo von Thun und Hohenstein
Galeazzo von Thun und Hohenstein (Trento, 24 de septiembre de 1849 - Roma, 26 de marzo de 1931) fue Gran maestre de la Orden de Malta de 1905 a 1931.

## Biografía
Era hijo del conde Guidobaldo María Thun und Hohenstein y de Teresa Guidi dei Marchesi di Bagno. 
A raíz de la Primera Guerra Mundial, la Orden se entregó a las actividades humanitarias durante su maestrazgo. Invirtió grandes sumas de la Orden en bonos de guerra austrohúngaros, que quedaron sin valor alguno con su derrota.
En 1925 Alfonso XIII de España le nombró caballero del Toisón de Oro.
Durante sus dos últimos años de vida, físicamente incapacitado, su lugarteniente Pio Franchi de' Cavalieri actuó en representación suya.
Falleció en la ciudad de Roma el 26 de marzo de 1931.